# 진주혜광학교
진주혜광학교(晋州惠光學校)는 경상남도 진주시 문산읍 삼곡리에 있는 공립 특수학교이다. 지적장애 학생을 위한 특수교육기관으로 유치부, 초등부, 중학부, 고등부, 전공과를 두고 있다.

## 연혁
- 1982년 5월 14일 : 개교